# Санеи, Хасан
Худжат аль-ислам Хасан Санеи (перс. حسن صانعی‎, 1934, Nikabad, Исфахан — 21 июля 2023) — правительственный чиновник Ирана, член Совета целесообразности, президент Фонда 15 Хордад, квазигосударственного фонда, созданного в 1981 году.
Х. Санеи — фундаменталист, призывавший к казни писателя Салмана Рушди и увеличивший награду за голову последнего за оскорбление ислама.
Он брат великого аятоллы-реформатора Юсефа Саанеи.